# Led Zeppelin (box set)
Led Zeppelin è una compilation della omonima rock band inglese pubblicata nel 1990 dalla Atlantic Records.

## Contenuti
La versione in vinile è formata da sei LP, da 4 dischi nella versione in formato CD e da 4 cassette nella versione in formato audiocassette. Comprende 54 brani dei quali 3 inediti, fra cui una fusione dei due brani Moby Dick e Bonzo's Montreux, più il brano Hey Hey What Can I Do, pubblicato nel 1970 come lato B di Immigrant Song.

## Tracce

### Disco 1
1. Whole Lotta Love
2. Heartbreaker
3. Communication Breakdown
4. Babe I'm Gonna Leave You
5. What Is and What Should Never Be
6. Thank You
7. I Can't Quit You Babe
8. Dazed and Confused
9. Your Time Is Gonna Come
10. Ramble On
11. Traveling Riverside Blues (inedito)
12. Friends
13. Celebration Day
14. Hey Hey What Can I Do
15. White Summer/Black Mountain Side (inedito)

### Disco 2
1. Black Dog
2. Over the Hills and Far Away
3. Immigrant Song
4. The Battle of Evermore
5. Bron-Y-Aur Stomp
6. Tangerine
7. Going to California
8. Since I've Been Loving You
9. D'yer Mak'er
10. Gallows Pole
11. Custard Pie
12. Misty Mountain Hop
13. Rock and Roll
14. The Rain Song
15. Stairway to Heaven

### Disco 3
1. Kashmir
2. Trampled Under Foot
3. For Your Life
4. No Quarter
5. Dancing Days
6. When the Levee Breaks
7. Achille's Last Stand
8. The Song Remains the Same
9. Ten Years Gone
10. In My Time of Dying

### Disco 4
1. In the Evening
2. Candy Store Rock
3. The Ocean
4. Ozone Baby
5. Houses of the Holy
6. Wearing and Tearing
7. Poor Tom
8. Nobody's Fault But Mine
9. Fool in the Rain
10. In the Light
11. The Wanton Song
12. Moby Dick/Bonzo's Montreux (inedito)
13. I'm Gonna Crawl
14. All My Love